# Aeropuerto Balmaceda
Aeropuerto Balmaceda is een luchthaven bij de Chileense stad Balmaceda.